# Suc d'Achon
Le suc d'Achon est un sommet situé dans le massif du Meygal, culminant à 1 148 m d'altitude, dans le Velay en France.

## Toponymie
Au XVIIIe siècle, tout comme le suc des Ollières, le suc d'Achon a été dénommé les « Tétons de l'Abbesse ».

## Géographie

### Situation

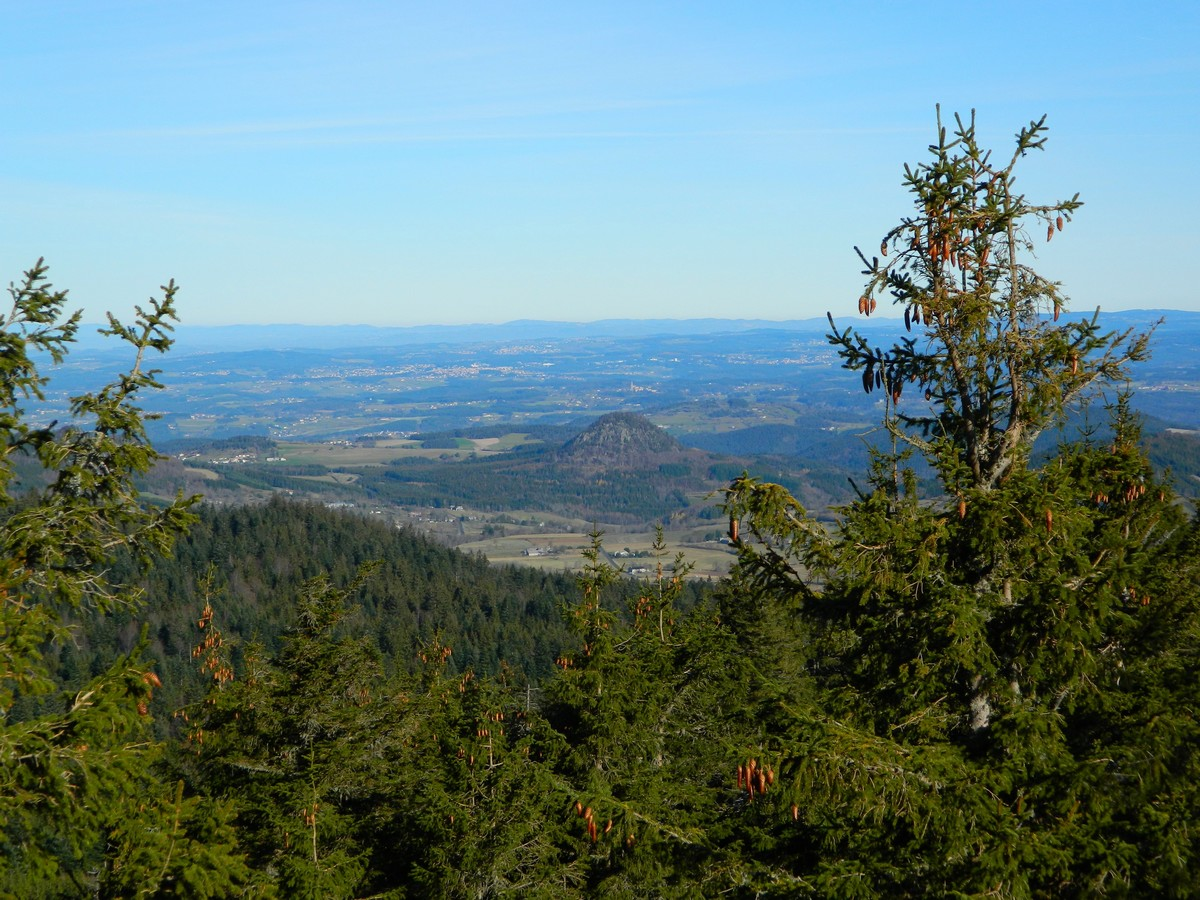
Le suc d'Achon depuis le sommet du Testavoyre.

La montagne se trouve sur la commune d'Yssingeaux dans le département de la Haute-Loire.
Du sommet, le panorama reste limité, cependant une vue s'ouvre sur l'Yssingelais, le mont Mézenc, le Pilat, ainsi que sur le Meygal, et une partie des Alpes.

### Géologie
Le suc d'Achon se caractérise par une formation géologique en aiguille, présentant une face abrupte résultant de l'interaction entre le basalte et les sédiments,.

## Activités

### Protection environnementale
Le suc est répertorié dans la ZNIEFF de type 2 « Mézenc - Meygal ».

### Randonnée
La montagne peut être atteinte en suivant un sentier de randonnée.